# Kanton Tournon-Saint-Martin
Der Kanton Tournon-Saint-Martin war von 1790 bis 2015 ein französischer Wahlkreis im Arrondissement Le Blanc, im Département Indre und in der Region Centre-Val de Loire; sein Hauptort war Tournon-Saint-Martin.
Der Kanton war 212,42 km² groß und hatte 4550 Einwohner (Strabd: 2012).

## Gemeinden
| Gemeinde             | Einwohner Jahr | Fläche km² | Bevölkerungsdichte | Postleitzahl | Code INSEE |
| -------------------- | -------------- | ---------- | ------------------ | ------------ | ---------- |
| Fontgombault         | 250 (2013)     | –          | – Einw./km²        | 36220        | 36076      |
| Lingé                | 237 (2013)     | –          | – Einw./km²        | 36220        | 36096      |
| Lurais               | 234 (2013)     | –          | – Einw./km²        | 36220        | 36104      |
| Lureuil              | 267 (2013)     | –          | – Einw./km²        | 36220        | 36105      |
| Martizay             | 993 (2013)     | –          | – Einw./km²        | 36220        | 36113      |
| Mérigny              | 538 (2013)     | –          | – Einw./km²        | 36220        | 36119      |
| Néons-sur-Creuse     | 403 (2013)     | –          | – Einw./km²        | 36220        | 36137      |
| Preuilly-la-Ville    | 169 (2013)     | –          | – Einw./km²        | 36220        | 36167      |
| Sauzelles            | 238 (2013)     | –          | – Einw./km²        | 36220        | 36213      |
| Tournon-Saint-Martin | 1187 (2013)    | –          | – Einw./km²        | 36220        | 36224      |